# Puerta de Hierro (Madrid)

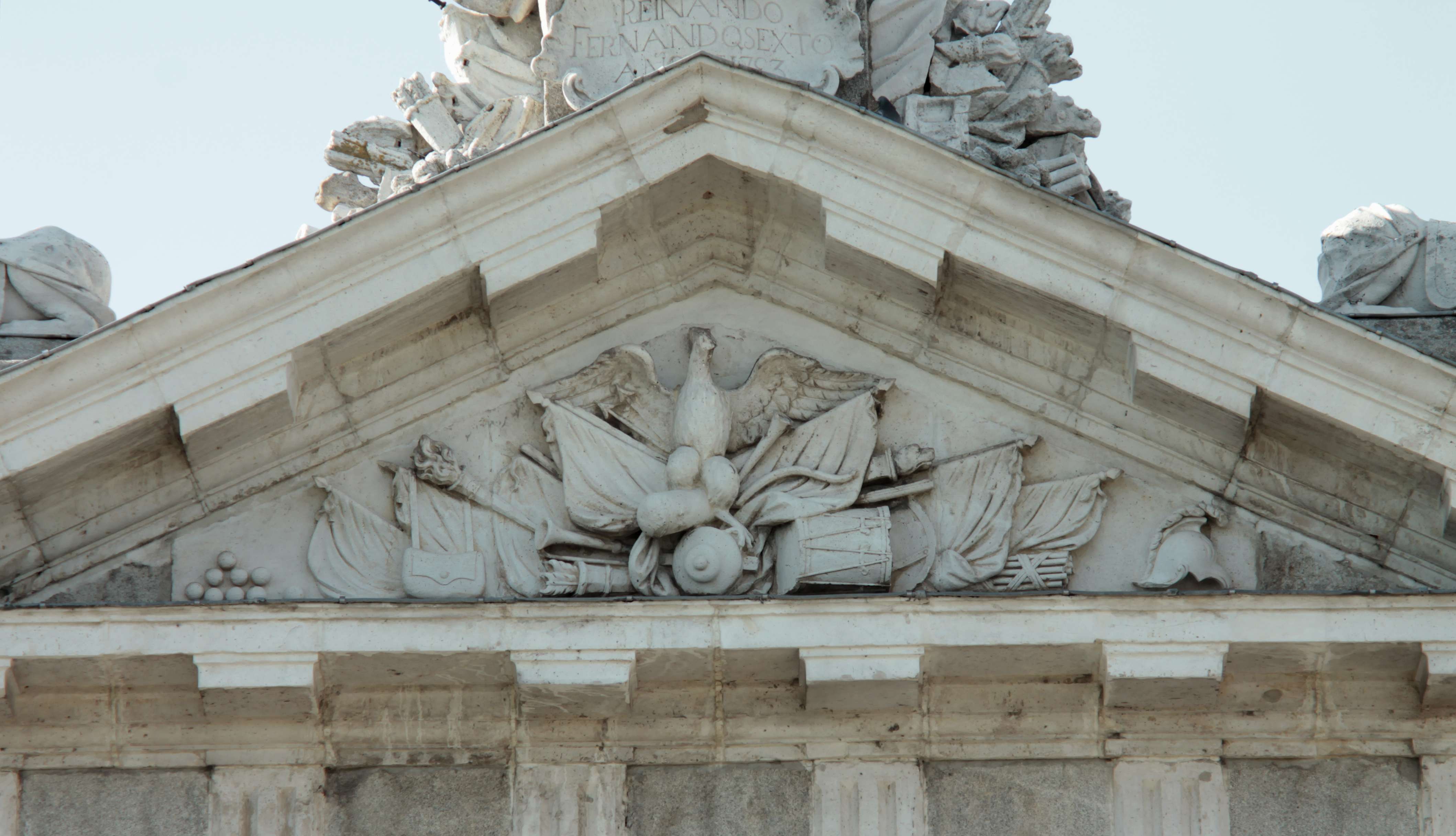
Tímpano del lado sur.

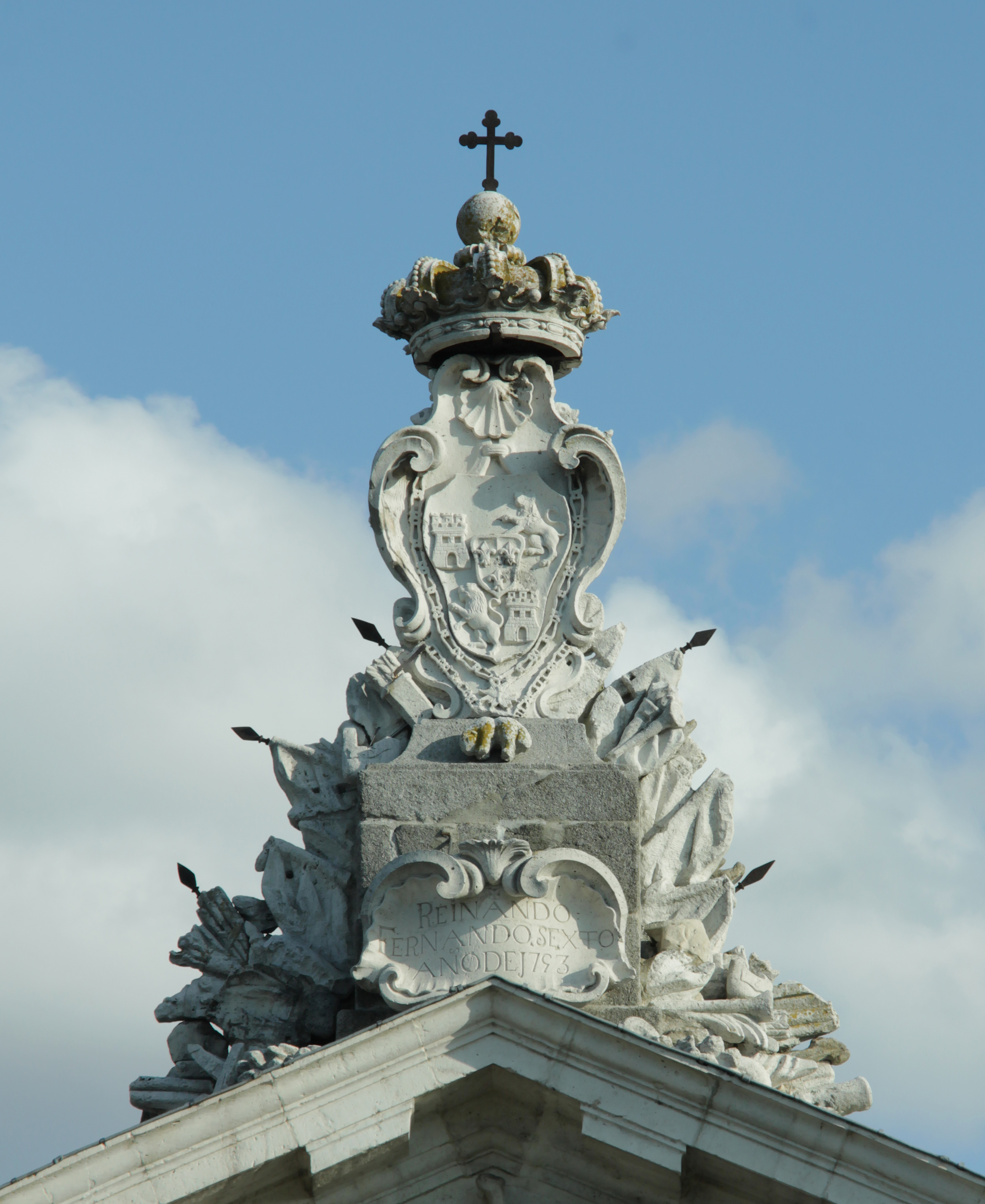
Remate del monumento.

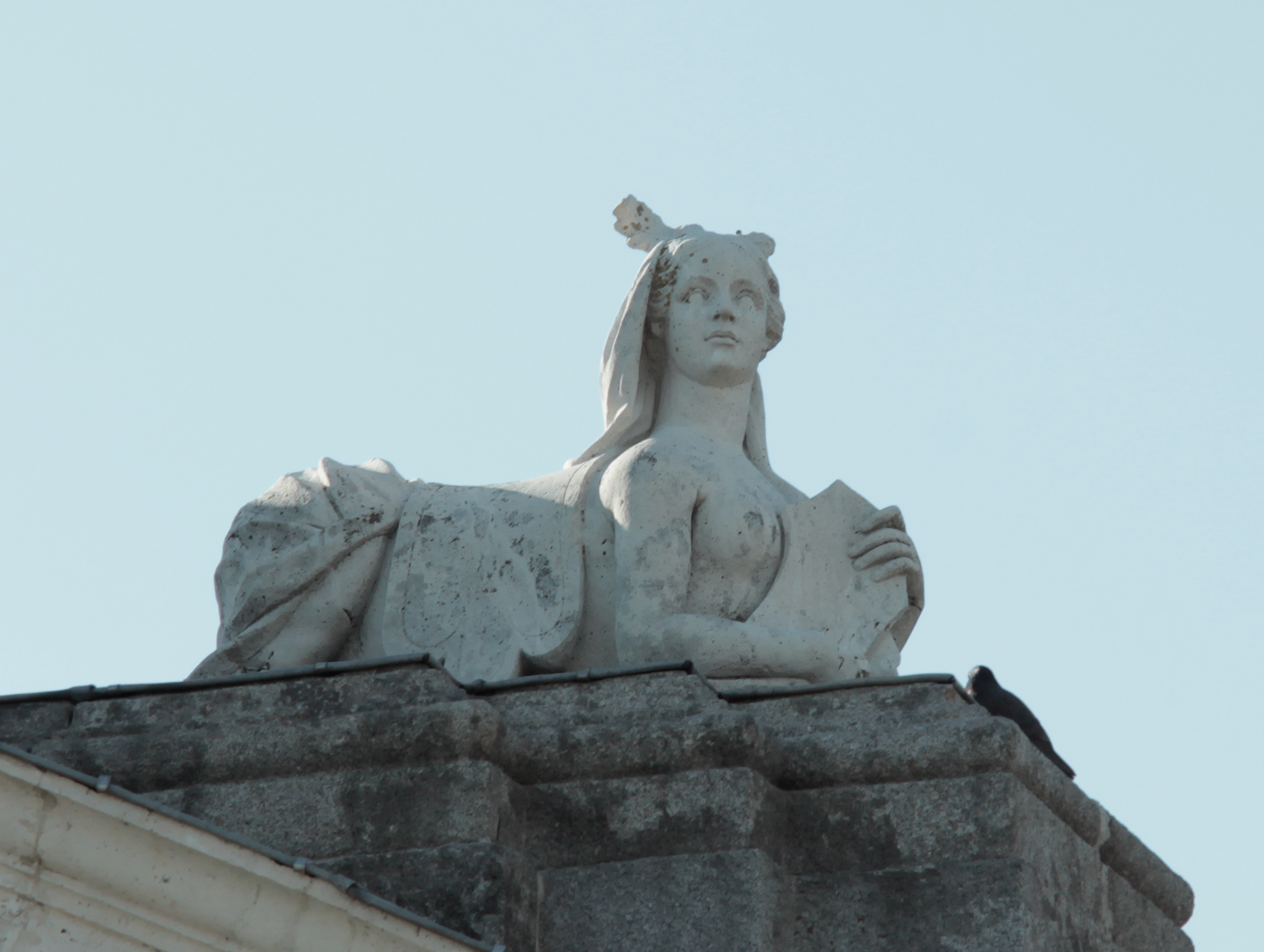
Esfinge este.

La Puerta de Hierro es un monumento de la segunda mitad del siglo XVIII ubicado en la parte noroccidental de Madrid (España), en las inmediaciones del Monte de El Pardo. Ocupa una isleta ajardinada, definida por varios ramales de las autopistas A-6 y M-30, que bordean un enclave de difícil acceso. Está construida en estilo barroco clasicista.

## Toponimia
Toma su denominación de la verja de hierro forjado instalada en sus vanos. La puerta ha prestado su nombre a varios lugares situados en sus inmediaciones. Con este topónimo es conocido el nudo viario configurado por la confluencia de la A-6 y la M-30, así como el complejo deportivo Real Club de la Puerta de Hierro, el Hospital Puerta de Hierro (posteriormente trasladado a Majadahonda) y la urbanización Ciudad Residencial Puerta de Hierro.
El presidente argentino Juan Domingo Perón tenía su villa en dicha urbanización durante su exilio en España, de ahí el título del film biográfico Puerta de Hierro, el exilio de Perón.

## Historia
A diferencia de las otras tres puertas monumentales de la ciudad (las de Alcalá, Toledo y San Vicente), la Puerta de Hierro no se encuentra en el casco urbano, sino en las afueras. Tal ubicación responde a su función original. Fue erigida como entrada al Real Sitio de El Pardo, una zona de caza históricamente reservada a la monarquía española.
Se edificó entre 1751 y 1753, durante el reinado de Fernando VI, a cuya iniciativa se debió también la construcción de una valla que rodeaba el perímetro del Monte de El Pardo, así como el cercano puente de San Fernando, cuyas obras se realizaron simultáneamente al convertirse el monte de El Pardo en «coto redondo». La citada tapia tenía como misión impedir el furtivismo y evitar que los animales salvajes del coto escapasen. 
A principios del siglo XX, circulaba por los vanos de la puerta el tranvía que comunicaba la zona de La Florida con el pueblo de El Pardo, explotado por la "Sociedad del Tranvía de vapor de Madrid a El Pardo", fundada en 1903 y clausurada en 1917 por dificultades económicas.
La puerta no se encuentra en la actualidad en su emplazamiento original. En 1991 fue desmontada piedra a piedra y trasladada a una isleta cercana a su primitivo enclave, para facilitar la ampliación de la carretera A-6.

## Descripción
La obra de cercamiento del monte y del puente de San Fernando sobre el río Manzanares fueron confiadas al ingeniero Francisco Nangle. La construcción de la puerta se encomendó al arquitecto Francisco Moradillo quien contó con la colaboración del escultor Juan Domingo Olivieri y del rejero Francisco Barranco. Sin embargo, en 1752, dimite Olivieri tras haber surgido diversos problemas con Juan González, persona con la que se había subcontratado la cantería, haciéndose cargo entonces de su continuación el propio Moradillo. Se desconoce si el diseño de la puerta pudo deberse también a Nangle, encargándose Morillo únicamente de su ejecución, o si las trazas, como parece más lógico, corresponden a éste, que en las mismas fechas estaba dirigiendo la ejecución de las obras del convento de las Salesas Reales proyectado por el arquitecto francés François Carlier.
Realizada en piedra blanca de Colmenar de Oreja y granito, consta de un arco de medio punto de esbeltas proporciones, rematado por un frontón y sujetado por dos contrafuertes, y dos pilastras dóricas toscanas, que aparecen a ambos lados, separadas del arco. Una verja de hierro forjado une los diferentes elementos arquitectónicos.
Decorada con ornamentos militares y de caza en bajorrelieves localizados en los contrafuertes, sobre el frontón se alza entre banderas el escudo real, flanqueado por dos esfinges recostadas, obras llevadas a cabo por Juan Domingo Olivieri, como los hermosos jarrones de los que brota un penacho en llamas que coronan las pilastras del monumento.

## Cultura popular
Licio Gelli, líder de la logia P2 admitió utilizar el monumento de la puerta de Hierro en Madrid para el rito de iniciación masónico llamado al "Orecchio del maestro" (al oído del maestro).